# ソウル・ヘチ
ソウル・ヘチ（Seoul Haechi）は、プロ野球独立リーグ・関西独立リーグ (初代)に所属していた和歌山県の野球チーム。2010年加盟。旧称コリア・ヘチ（朝鮮語: 코리아 해치）、韓国ヘチ。2012年以降は活動休止状態となり、そのままリーグ自体が活動を停止した。

## 球団組織
- 本部：和歌山県
- 取締役球団代表：金珍希
- 監督：崔在鳳

## 歴史

### チーム発足まで
2009年に4チームでスタートした関西独立リーグ (初代)であったが、その内、大阪ゴールドビリケーンズは同年限りでリーグを撤退することが決定。それに伴い、リーグは11月13日に韓国人と在日韓国人選手のみで構成される「コリア・タートルシップス」を設立し、大阪府を本拠として2010年シーズンから新規参入することを正式発表。11月23日から5日間の日程で韓国人選手のトライアウトを行い17名を選出、これに在日韓国人選手3名を加えてチームを設立。
「タートルシップ」とは朝鮮出兵を行なった豊臣秀吉の軍勢と戦った李氏朝鮮軍の亀甲船より付けられた。しかし、12月17日のリーグの代表者会議において「コリア・ヘチ」への変更が決定された。「ヘチ」は「カイチ」とも呼ばれる、伝説上の動物を模したソウル特別市のマスコットである。
2010年2月19日、ソウル特別市での創団式で正式にチームが発足し、元起亜タイガースの孫智煥や元ハンファ・イーグルスのキム・ヘニムら21人が加入した。コーチには日韓のプロ野球に所属した在日韓国人の田中実が就任した。監督は朴哲祐であった。

### 2010年シーズン
3月28日に参入初年度のリーグ戦が開幕。しかし神戸9クルーズとの開幕戦（万博公園野球場）の観客動員はわずか156人で、その後もホームゲームの観客数は3桁に届くことすら稀な低空飛行が続いた。このため5月6日に資金不足を理由に運営会社が撤退を決定。運営会社はスタッフ・選手に2週間の出場休止（無給）を通告したが、2日後に監督以下のスタッフと選手が運営会社に辞職届を出し、以降はリーグ管理の形で試合をおこなった。6月4日以降は田中実とキム・ヘニムの両コーチが試合の指揮を執ることとなり、6月13日に朴哲祐監督は退任した。
7月6日、関西独立リーグ代表者会議でチーム名を「韓国ヘチ」に変更することが承認される。7月11日より正式に「韓国ヘチ」に名称を変更した。
成績は振るわず、前後期とも最下位に終わる。ホームゲーム観客動員数は31試合で1,827人（平均59人）。結局、開幕戦の156人が最多で、6月22日の紀州レンジャーズ戦ダブルヘッダー第一試合（大東龍間グリーンフィールド）ではリーグ歴代最少の16人を記録した。

### 2011年シーズン
2011年1月9日に大阪市浪速区で開催された関西独立リーグ代表者会議で、チーム名を「ソウル・ヘチ」に変更することが承認される。また、本拠を大阪府から和歌山県に移し、監督には崔在鳳が就任した。
4月17日、4戦全勝で第1回関西独立リーグスプリングカップ優勝を果たした。前期リーグ戦は10勝12敗2分で4位。後期リーグ戦は9勝14敗1分で3位であった。

### 2012年以降
活動休止中であり、球団の公式サイトも消滅している。

## 成績
| 年度 | 期 | 監督                | 順位 | 試合 | 勝利 | 敗戦 | 引分 | 勝率 | ゲーム差 |
| ---- | -- | ------------------- | ---- | ---- | ---- | ---- | ---- | ---- | -------- |
| 2010 | 前 | 朴哲祐 →2コーチ代行 | 4    | 35   | 13   | 19   | 3    | .406 | 5.5      |
| 2010 | 後 | 朴哲祐 →2コーチ代行 | 4    | 31   | 5    | 24   | 2    | .172 | 8.0      |
| 2011 | 前 | 崔在鳳              | 4    | 24   | 10   | 12   | 2    | .455 | 4.5      |
| 2011 | 後 | 白雲燮              | 3    | 24   | 9    | 14   | 1    | .391 | 8.5      |

## マスコット
- ヘチ - 上記のソウル特別市のマスコットをチームマスコットとした。主にホームゲームなどに登場していた。